# St. Mauritius (Bad Bocklet)

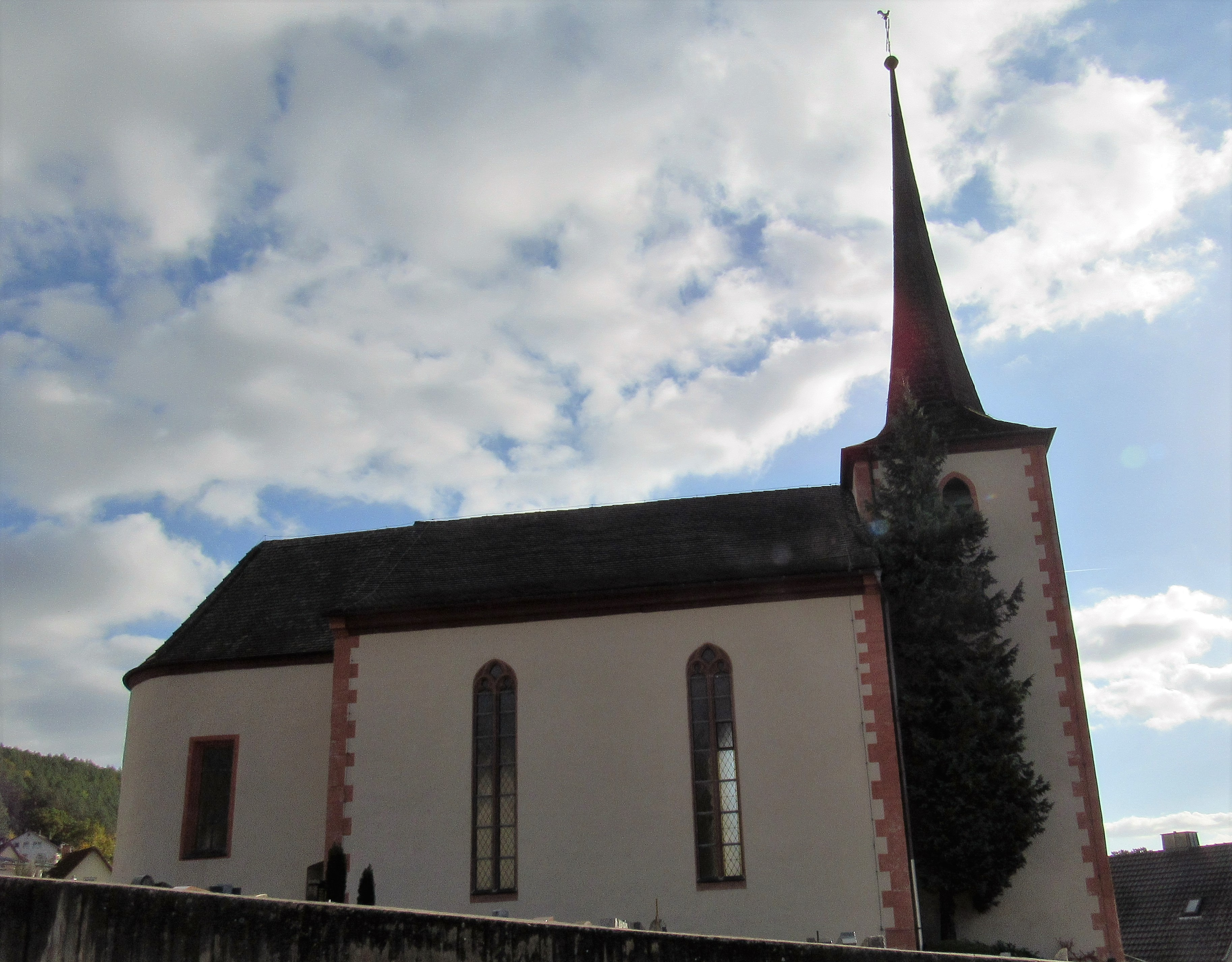
Kirche St. Mauritius in Bad Bocklet

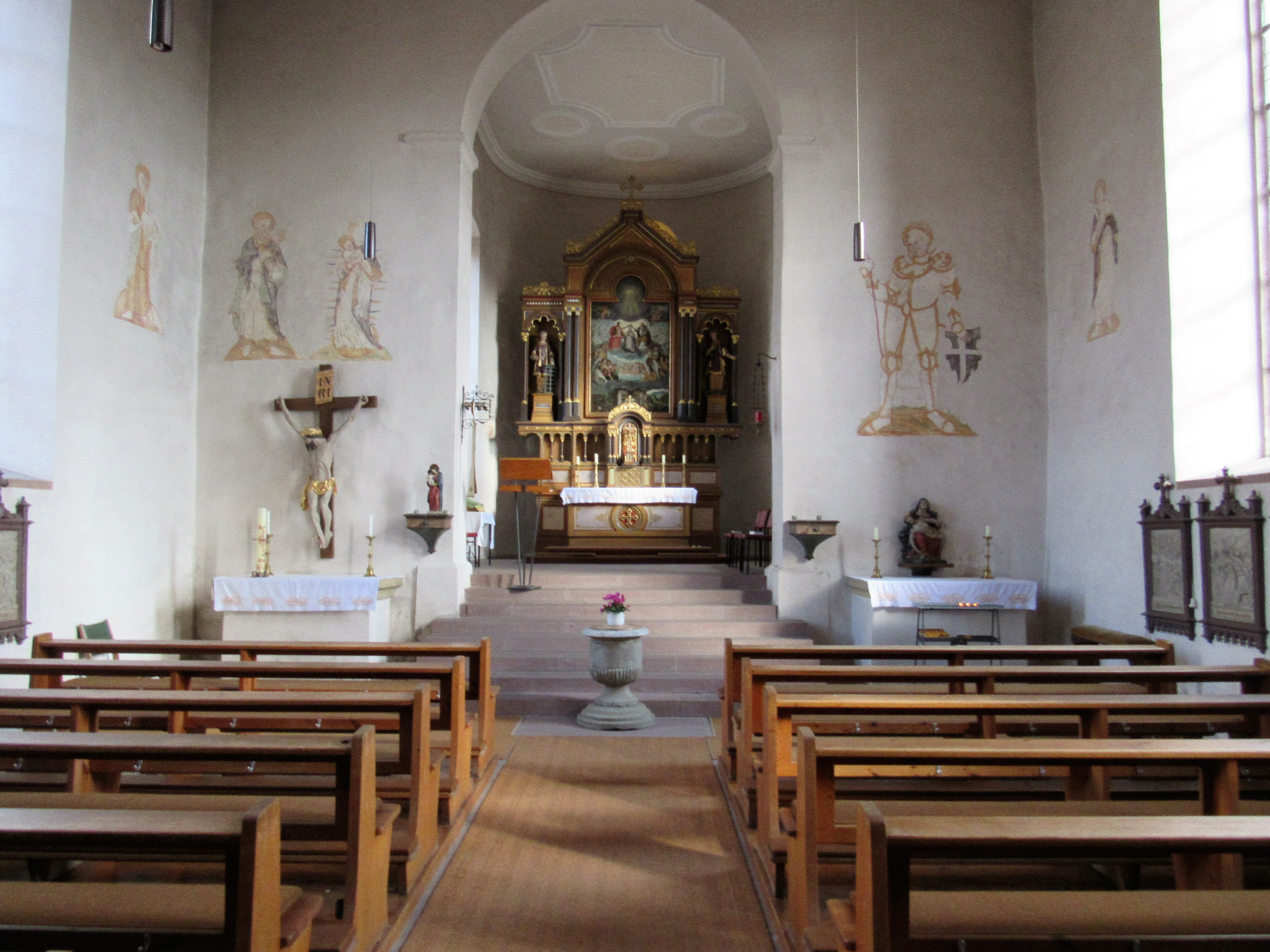
Innenraum der Kirche

Die Pfarrkirche St. Mauritius ist eine römisch-katholische Kirche in Bad Bocklet, einem Markt im unterfränkischen Landkreis Bad Kissingen.
Die Kirche gehört zu den Baudenkmälern von Bad Bocklet und ist zusammen mit der Kirchhofmauer unter der Nummer D-6-72-112-4 in der Bayerischen Denkmalliste registriert.

## Geschichte
Im Jahr 1373 wurde eine Kirche in Bad Bocklet erwähnt. Die heutige Kirche wurde um 1600 im nachgotischen Stil des Fürstbischofs Julius Echter (Wappen über dem Portal) östlich vom älteren, spätgotischen Turm errichtet. In den 1950er Jahren wurde die Kirche zu klein. Unweit von ihr entstand deshalb der Neubau St. Laurentius. Bad Bocklet war eine Filiale von Aschach.

## Beschreibung
Der zweigeschossige Kirchturm, ein Julius-Echter-Turm, befindet sich im Westen. Sein Untergeschoss dient als Eingangshalle zum Langhaus mit zwei Fensterachsen (spitzbogige Fenster). Der östliche Chor schließt mit der halbrunden Apsis ab.

## Ausstattung
In Turm und Langhaus befinden sich Fresken aus der jeweiligen Bauzeit. Am Hochaltar sieht man ein Gemälde der Krönung Mariens im Himmel, eingerahmt von Figuren der Heiligen Laurentius und Stephanus. Links und rechts vom Chorbogen befinden sich über den Altarsockeln ein Kruzifix und eine kleine Pietà.